# Новая звезда

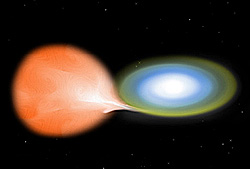
Аккреция на белый карлик в тесной двойной системе (в представлении художника)

Но́вые звёзды, в астрономической литературе обычно просто «новые» (лат. nova [ед. число], novae [мн. число]) — звёзды, светимость которых внезапно увеличивается в ~103—106 раз (в среднем увеличение светимости — в ~104, блеска — на ~12 звёздных величин). В максимуме светимости абсолютная звездная величина составляет от −6 до −9m, то есть в 10 000—300 000 раз ярче Солнца, а общая энергия вспышки достигает 1045—1047 эрг, или 1038—1040 Дж (Солнце высвечивает такую энергию за 8—800 тыс. лет).

## Наблюдаемые характеристики звёзд
По классификации Моргана — Кинана (гарвардская классификация), новая относится к типу Q.

## Механизм вспышки
Все новые звёзды (как и новоподобные и катаклизмические переменные) являются тесными двойными системами, состоящими из белого карлика и звезды-компаньона, находящейся на главной последовательности, либо достигшей в ходе эволюции стадии красного гиганта, и заполнившей свою полость Роша. В таких системах происходит перетекание вещества внешних слоёв звезды-компаньона на белый карлик через окрестности точки Лагранжа L1, перетекающее вещество образует вокруг белого карлика аккреционный диск, скорость аккреции на белый карлик постоянна и определяется параметрами звезды-компаньона и отношением масс звёзд-компонентов двойной системы; состав падающего на белый карлик газа типичен для внешних слоёв красных гигантов и звёзд главной последовательности — более 90 % водорода.

Зависимость давления вырожденного газа от температуры: вспышка новой (реакции CNO-цикла) развивается на горизонтальном участке.

Белые карлики представляют собой «выгоревшие» ядра красных гигантов, в ходе эволюции сбросивших свою оболочку; их состав зависит от массы исходной звезды: эволюция менее массивных звёзд ведёт к гелиевым белым карликам; в результате эволюции звёзд с большей массой, в ядре которых шла тройная гелиевая реакция, образуются углеродные белые карлики. В любом случае, для развития вспышки новой ключевыми являются два фактора: крайне низкое содержание водорода и вырожденное состояние вещества белого карлика.
Аккрецируемый газ накапливается на поверхности белого карлика, образуя обогащённый водородом слой, из-за крайне высокого ускорения свободного падения на поверхности белого карлика (~106 м/с²) этот слой находится в вырожденном состоянии и дополнительно разогревается потоком из аккреционного диска, скорость падения которого составляет ~1000 км/с. По мере накопления водорода в поверхностном слое и повышения его температуры в обогащённом водородом слое начинают идти термоядерные реакции CNO-цикла, этому способствует и проникновение в вырожденный поверхностный слой углерода из нижележащих слоёв белого карлика. В невырожденных условиях энерговыделение идущих в веществе термоядерных реакций, приводящее к повышению температуры, приводит к росту давления и, соответственно, расширению, понижению плотности и снижению скорости ядерных реакций (пропорциональной плотности и температуре) — то есть установлению саморегулирующегося гидростатического равновесия, как это происходит в недрах звёзд главной последовательности. Однако особенностью нерелятивистского вырожденного газа является крайне слабая зависимость давления от температуры: {\displaystyle P\sim K\rho ^{5/3}}. Результатом является взрывоподобное ускорение реакций термоядерного синтеза в богатой водородом оболочке, температура резко возрастает до снятия вырождения при данной плотности, и формируется ударная волна, сбрасывающая верхний слой водородной оболочки белого карлика в окружающее пространство. Такое взрывное нарастание скорости термоядерных реакций в вырожденном звёздном веществе является достаточно типичным явлением: сходную природу имеют гелиевые вспышки красных гигантов и углеродная детонация в вырожденных ядрах массивных звёзд и массивных белых карликов при превышении предела Чандрасекара.
Вскоре после вспышки начинается новый цикл аккреции на белый карлик и накопления водородного слоя и, через некоторое время, определяемое темпами аккреции и свойствами белого карлика, вспышка повторяется. Интервал между вспышками составляет от десятков лет у повторных новых до тысяч лет у классических новых звёзд.

## Историческое значение

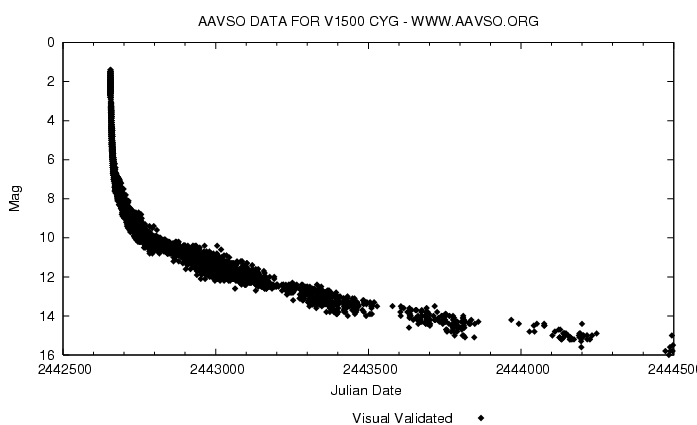
Изменение блеска новой Лебедя 1975 г. (V1500 Cyg)

При наблюдении сверхновой SN 1572 в созвездии Кассиопея астроном Тихо Браге отразил это в своих записях как о новой звезде (от лат. de stella nova), дав тем самым рождение термину новая. В своих работах он утверждал, что так как движение близких объектов должно быть заметно относительно неподвижных звёзд, то новая должна находиться очень далеко.

## История исследований
За 2200 лет (532 г. до н. э. — 1690 г. н. э.) в китайских и японских летописях было выявлено около 90 вспышек новых. Европейская исследовательская группа с участием Гёттингенского университета обнаружила вблизи центра шарового скопления Messier 22 (NGC 6656) эмиссионную туманность, возможно, являющуюся останками новой звезды, которую китайские астрономы видели в мае 48 года до нашей эры.
После изобретения телескопа (1609 г.) и до вспышки Эта Киля (1843 г.) европейские учёные заметили всего 5 вспышек новых звёзд. Со второй половины XIX века вспышки новых обычно открывали ежегодно. Уильям Хаггинс в 1866 году впервые выполнил спектроскопические наблюдения новой звезды (новой Северной Короны 1866) и обнаружил наличие вокруг неё газовой оболочки, светящейся в линиях водорода. В XX веке было только 5 лет, в течение которых не было замечено ни одной вспышки новых: 1908, 1911, 1923, 1965 и 1966 года. В XXI веке традиционно за год открывается до 10 вспышек новых. Блеск большинства новых превышает 12m, но редко оказывается выше 6m. В данный момент профессиональными астрономами реализуется проект «E-Nova Project» по всеволновому исследованию вспышек новых звёзд. Любители астрономии также активно наблюдают этот тип объектов.

## Новые как индикаторы расстояния
Новые имеют хорошие шансы быть использованными в качестве стандартных свеч. Так, к примеру, распределение её абсолютной звёздной величины бимодально, с основной вершиной в −7,5 и меньшей в −8,8. Кроме того, абсолютная звёздная величина новой остаётся приблизительно одинаковой (−5,5) около 15 дней после взрыва. Определение расстояний до галактик и скоплений галактик при помощи новых дают такую же точность, как и при использовании цефеид.

## Номенклатура, типы и классификация новых звёзд
До 1925 года новые звёзды именовались в соответствии с номенклатурой переменных звёзд Фридриха Аргеландера 1862 года, то есть имя состояло из буквенного индекса, соответствующего по порядку их открытия в созвездии, и названия созвездия. Так, например, в этой номенклатуре новая 1901 года в созвездии Персея обозначалась как GK Per. С 1925 года новые именуются как переменные звёзды, то есть индексом V, порядковым номером открытия в созвездии и названием созвездия: так, например, новая 1975 года в созвездии Лебедя обозначается как V1500 Cyg.
Неподтверждённые новые обозначают буквами PNV (англ. Possible Nova) с небесными координатами в формате: Jhhmmssss+ddmmsss.
Новые звёзды являются подклассом катаклизмических переменных звёзд (англ. Cataclysmic Variable, аббр. CV). Выделяют классические новые с большим периодом между вспышками и повторные новые с относительно частой повторяемостью вспышек.
- NA — быстрые новые, англ. rapid novae, представитель GK Per
- NB — медленные новые, англ. slow novae
- NC — предельно медленные новые, англ. extremely slow novae, представитель RT Ser
- NR — повторные новые, англ. recurrent novae.

### Новые ярче 6m, начиная с 1890
| Год  | Новая                | Максимум блеска |
| ---- | -------------------- | --------------- |
| 1891 | T Возничего          | 3,8             |
| 1898 | V1059 Стрельца       | 4,5             |
| 1899 | V606 Орла            | 5,5             |
| 1901 | GK Персея            | 0,2             |
| 1910 | Nova Lacertae 1910   | 4,6             |
| 1912 | Nova Geminorum 1912  | 3,5             |
| 1918 | V603 Орла            | −1,8            |
| 1920 | Nova Cygni 1920      | 2,0             |
| 1925 | RR Живописца         | 1,2             |
| 1934 | DQ Геркулеса         | 1,4             |
| 1936 | CP Ящерицы           | 2,1             |
| 1939 | BT Единорога         | 4,5             |
| 1942 | CP Кормы             | 0,3             |
| 1946 | T Северной Короны    | 3,0             |
| 1950 | DK Ящерицы           | 5,0             |
| 1960 | V446 Геркулеса       | 2,8             |
| 1963 | V533 Геркулеса       | 3,0             |
| 1970 | FH Змееносца         | 4,0             |
| 1975 | V1500 Лебедя         | 2,0             |
| 1984 | QU Лисички           | 5,2             |
| 1986 | V842 Центавра        | 4,6             |
| 1991 | V838 Геркулеса       | 5,0             |
| 1992 | V1974 Лебедя         | 4,2             |
| 1999 | V1494 Орла           | 5,03            |
| 1999 | V382 Парусов         | 2,6             |
| 2007 | V1280 Скорпиона      | 3,75            |
| 2013 | V339 Дельфина        | 4,3             |
| 2013 | V1369 Центавра       | 3,3             |
| 2015 | Новая Стрельца 2015  | 4,0             |
| 2016 | Новая Стрельца 2016  | 5,4             |
| 2020 | Новая Сетки 2020     | +3.7            |
| 2021 | Новая Кассиопеи 2021 | +5.2            |

### Повторные новые
Повторные новые — класс новых звёзд, которые наблюдались в нескольких мощных вспышках c интервалом между вспышками в несколько десятков лет, при которых яркость звезды увеличивается в среднем на 10m.